# Dara Rolins
Darina Rolincová, conosciuta soprattutto come Dara Rolins, rispettivamente negli anni 1980 come Darinka Rolincová (nata Darina Gambošová; Bratislava, 7 dicembre 1972), è una cantante e attrice slovacca.

## Biografia
Figlia degli slovacchi Zlatica Rolincová (n. 1945) e Dušan Gamboš (n. 1948), Dara Rolins è nata Darina Gambošová a Bratislava. Ha una sorella maggiore, Jana Labasová, meglio conosciuta come Jana Hádlová-Rolincová (n. 1964). È entrata nel mondo dello spettacolo all'età di 4 anni, e in seguito alla sua vittoria al talent show per bambini Hledáme mladé talenty nel 1978 ha iniziato a prendere parte a competizioni in tutta la Cecoslovacchia.
La sua carriera musicale è iniziata quando aveva 9 anni, con la sua partecipazione al musical Zázračný autobus, trasmesso in televisione nel 1981. Nel 1983 ha pubblicato l'album di musica per bambini Keby som bola princezná Arabela su etichetta discografica Opus Records. Nella sua adolescenza ha inoltre coperto ruoli minori in vari film e serie televisive; ha cantato nelle colonne sonore di alcuni.
Nel 1986 Fang das Licht, un suo duetto con Karel Gott (già noto in Cecoslovacchia con il titolo Zvonky štěstí) ha ottenuto successo in Austria e Germania, raggiungendo rispettivamente il 7º e il 15º posto nelle classifiche nazionali dei due Paesi. Dara Rolins continuerà a pubblicare dischi in lingua inglese per il mercato tedesco, ma con scarso successo.
A ottobre 1999 la cantante ha posato in topless per l'edizione ceca e slovacca di Playboy, dove è apparsa in copertina. Con l'arrivo del nuovo millennio, grazie a un nuovo aumento di popolarità nel panorama musicale, ha ricoperto il ruolo di giudice in vari talent show televisivi trasmessi in Repubblica Ceca e Slovacchia, fra cui la terza stagione di Slovensko hľadá SuperStar nel 2007, la prima edizione di Česko Slovenská Superstar nel 2009, e la quinta di Let's Dance nel 2011.

## Vita privata
L'8 ottobre 2010 Dara Rolins è stata accusata dalla Polizia della Repubblica Ceca di omicidio colposo in seguito ad un incidente d'auto in cui è stata coinvolta nella capitale ceca in data sabato 10 luglio 2010. La cantante, alla guida della sua Mercedes-Benz, ha colpito lo scooter guidato dal sessantatreenne Jindřich Rotrekl, che è deceduto tre ore dopo il suo arrivo in ospedale. Tuttavia, la cantante si è dichiarata innocente e le accuse contro di lei sono decadute il 2 novembre 2010 per insufficienza di prove.
Ad agosto 2011 il caso è stato ripescato in seguito ad una nuova perizia condotta su richiesta della famiglia della vittima. Ne è risultato che il veicolo guidato da Dara Rolins era entrato in contromano, andando ad urtare il motociclista. Il 19 settembre la cantante è stata interrogata nuovamente dalla polizia, con il rischio di una pena di reclusione fino ai sei anni.
Il 13 agosto 2012 la giuria del Tribunale distrettuale di Praga-2 ha dichiarato la cantante colpevole. Ha ottenuto la sospensione condizionale della pena per due anni, e dai due mesi ai tre anni di libertà condizionale. La cantante ha inoltre dovuto pagare quattro milioni di corone ceche (€160.000) in danni, oltre che i costi sostenuti dalla famiglia della vittima per il processo e per il funerale. È infine stata interdetta dalla guida per tre anni.

## Discografia

### Album in studio
- 1983 – Keby som bola princezná Arabela
- 1985 – Darinka
- 1988 – Čo o mne vieš
- 1989 – You Hardly Know Me
- 1996 – What You See Is What You Get
- 1997 – Sen lásky
- 1998 – Butcher's on the Road (con i Sexy Dancers)
- 2002 – What's My Name
- 2006 – D1
- 2011 – Stereo
- 2012 – Karel Gott & Darinka Rolincová (con Karel Gott)
- 2017 – ETC

### Album dal vivo
- 2009 – Šťastné a veselé

### Raccolte
- 2005 – 1983-1998
- 2008 – D2: Remixy

### Colonne sonore
- 1985 – Cengá do triedy
- 1990 – Témeř ružový příběh
- 2011 – V peřině

### EP
- 2005 – VyVolení
- 2011 – Mono

## Filmografia

### Cinema
- Falošný princ, regia di Dušan Rapoš (1984)
- Není sirotek jako sirotek, regia di Stanislav Strnad (1986)
- Pehavý Max a strašidlá, regia di Juraj Jakubisko (1987)
- Takmer ružový príbeh, regia di Juraj Jakubisko (1990)
- Thumbelina: O Malence (1994)
- Sin City – město hříchu (2006)
- V peřině, regia di F. A. Brabec (2011)

### Televisione
- Zázračný autobus – film TV, regia di Georgis Skalenakis (1982)
- Labula – film TV, regia di Karol Spišák (1982)
- Monika a pes – film TV, regia di Anton Majerčík (1983)
- Tam je hviezda Sírius – serie TV, regia di Cyril Králik (1983)
- Správne kroky – film TV (1984)
- Cengá do triedy – film TV (1985)
- Do-re-mi – film TV, regia di Martin Hoffmeister (1986)
- Teta – serie TV, regia di Juraj Jakubisko (1987)
- Láska na inzerát - film TV, regia di Eduard Sedlář (1988)
- Čo o mne vieš – documentario (1988)
- Snehulienka a sedem pretekárov – film TV, regia di Libor Vaculík (1991)
- František Tugendlieb: Všetko je v nás – documentario, regia di Alena Čermáková (1999)
- Ženy pro měny – documentario, regia di Erika Hníková (2004)
- Slovensko hľadá SuperStar 3 – programma televisivo (2007)
- Laci Strike: Cesta tanečníka – documentario (2008)
- Česko Slovenská Superstar 1 – programma televisivo (2009)
- Dokonalý svět – film TV, regia di Vít Karas (2010)
- Let's Dance 5 – programma televisivo (2011)
- Modré z neba – programma televisivo (2011)